# Shelby Bain
Shelby Bain (* 28. Juli 2001) ist eine kanadische Schauspielerin und Tänzerin.

## Leben
Bain wuchs mit einem Bruder in Kanada auf. Seit ihrem fünften Lebensjahr tanzt sie, ab ihrem sechsten Lebensjahr nahm sie an Wettbewerben teil. Sie beherrscht Ballett, Jazz, Lyrik, Stepptanz, Contemporary, Hip Hop und Akro und nahm erfolgreich an Wettbewerben in den USA und Kanada teil. Sie studiert an der Rosedale Heights School for the Arts in Toronto. Sie befindet sich in einer Beziehung mit dem Schauspieler Josh Bogert.
Seit 2016 verkörpert sie in The Next Step eine der Hauptrollen und war bereits in über 90 Episoden zu sehen. Des Weiteren wirkte sie zwischen 2016 und 2017 in sechs Episoden der Fernsehserie Backstage mit.

## Filmografie
- 2011: Wretched (Kurzfilm)
- 2012: Over the Rainbow (Mini-Serie 1x02)
- 2014: Isabelle Dances Into the Spotlight
- 2015: Withheld (Kurzfilm)
- 2016–2017: Backstage (Fernsehserie, 6 Episoden)
- seit 2016: The Next Step (Fernsehserie)
- 2018: Believe Me: The Abduction of Lisa McVey (Fernsehfilm)
- 2019: Tammy’s Always Dying